# William Henry Bragg
Sir William Henry Bragg, PRS, angleški fizik in kemik, * 2. julij 1862, Wigton, Westward, grofija Cumberland, Anglija, † 10. marec 1942, London, Anglija.
Bragg je leta 1915 skupaj s svojim sinom Williamom prejel Nobelovo nagrado za fiziko za delo v analizi zgradbe kristalov z rentgensko svetlobo.
Med letoma 1935 in 1940 je bil predsednik Kraljeve družbe iz Londona in je nasledil biokemika sira Fredericka Hopkinsa.